# عواد العنزی
عواد العنزی (عربی: عواد العنزي؛ زادهٔ ۲۴ سپتامبر ۱۹۶۸) بازیکن سابق فوتبال اهل عربستان سعودی است.
وی عضو تیم ملی فوتبال عربستان در جام جهانی فوتبال ۱۹۹۴ بوده است.